# Traqueotomia
A palavra traqueotomia, derivada do grego, tem como significado etimológico de seu sufixo, tomia, que é uma variação do termo tomo, uma incisão, divisão ou corte. Dessa maneira, entende-se por traqueotomia o procedimento cirúrgico feito à altura da traqueia cervical. O nome desta abertura à traqueia chama-se traqueotomia.
Assim como qualquer medida de intervenção médica, a técnica cirúrgica da traqueotomia exige cuidados para minimizar os riscos à saúde do paciente. Portanto, para que a traqueotomia seja realizada cabem algumas exigências, como:
- Ambiente apropriado, com boa visualização do paciente e condições suficientemente aceitáveis de assepsia.
- Equipamentos que estejam em ótimas condições de uso para que médicos possam realizar a traqueotomia, assim como ter à disposição vários tipos de cânulas para atender às características físicas ou à condição dos pacientes no caso de a traqueotomia ser feita para ministrar ventilação mecanicamente assistida.

## Traqueotomia X Traqueostomia
Na palavra traqueotomia, o elemento “tomo” é de origem grega e etimologicamente significa incisão, divisão ou corte da traqueia. A finalidade da traqueotomia é de melhorar a função respiratória do doente e consiste numa abertura/incisão, por regra horizontal, da traqueia, sem modificação significativa das estruturas anatómicas, na face anterior do pescoço logo acima do externo, ao nível do 3º ou 4º anel traqueal, abaixo da cartilagem cricóide, na qual se insere uma cânula (interna e externa) de diâmetro e comprimento adequado, com ou sem cuff, de forma a manter as vias aéreas permeáveis. Esta situação pode ser reversível com possibilidade de encerramento. Este é um dos métodos de acesso à via respiratória.
A traqueostomia, também com étimo grego, em que o sufixo ostomia deriva da palavra grega ″stoma", que significa ″boca″, consiste num procedimento de maior complexidade, no qual é efectuada uma secção de toda a circunferência da traqueia (traqueotomia), seguida de sutura de todo o perímetro da traqueia seccionada,  de forma circunferencial, à pele, ou seja, ato de confecionar um traqueostoma, de forma a ser preservada a função respiratória após uma laringectomia total. Neste procedimento, a respiração passa a fazer-se exclusiva e definitivamente pelo orifício da traqueostomia.
Devido ao predomínio das publicações técnicas anglo-saxónicas e à universalidade da utilização da língua inglesa, a diferenciação etimológica entre os termos traqueotomia e traqueostomia tem sido substituída pela utilização de um único termo: a traqueostomia, correspondente ao inglês tracheostomy. É importante a diferenciação destes dois termos porque:
1- A traqueotomia pode ser reversível, intermediada por processo de descanulação, ao contrário da traqueostomia que é irreversível.
2- Traqueotomia e traqueostomia corresponderem na realidade a procedimentos cirúrgicos diferentes que implicam alterações diferentes das funções respiratórias, digestivas e fonatórias.
3- Os cuidados a prestar ou a ensinar ao doente, no pré e pós-operatório, são bem diferentes e assumem importância vital, que fica bem expressa na diferença que existe quando retiramos uma cânula a um doente traqueotomizado ou traqueostomizado. 
4- Também os materiais que utilizamos numa ou noutra são diferentes, com os traqueostomas a requererem, por segurança, cânulas mais curtas ou até a possibilidade de dispensarmos a utilização de cânula num estoma amplo e estável.
Poderia argumentar-se que numa traqueotomia, ao fim de algumas semanas, o trajecto fistuloso da traqueia à pele estabiliza num túnel fibroso mas, na realidade, nunca adquire a estabilidade de um traqueostoma de forma a poder dispensar o uso de cânula. Como exemplo final temos que seria impensável designar como colostomia uma simples secção do cólon sem a correspondente sutura à pele.
Existe um procedimento intermédio, efectuado por rotina em muitos hospitais, no qual, quando se realiza uma traqueotomia, a secção traqueal é efectuada em “U” invertido com rotação deste retalho traqueal e sutura à pele. Este procedimento denomina-se retalho de Björk e trata-se de um procedimento de segurança para facilitar a recolocação da cânula em situação de exteriorização acidental. Mesmo assim, pelas condicionantes que acima referimos, também este procedimento deve ser denominado de traqueotomia.
Outra dúvida, também frequente, junto dos profissionais de saúde, surge com a designação das ostomias respiratórias por “ostomias ventilatórias”. Esta designação vulgarizou-se porque os conceitos mais estudados e os que surgem com mais frequência na bibliografia, são sobre a problemática de doentes internados em Unidades de Cuidados Intensivos, e que, desde logo, estão associados à ventilação mecânica.